# Two Eleven
Two Eleven è il sesto album discografico in studio della cantante statunitense Brandy, pubblicato nel 2012.

## Descrizione
Dopo aver scisso il contratto discografico con la Epic, con la quale aveva iniziato a realizzare le prime tracce dell'album agli inizi del 2008, Brandy dapprima cerca un accordo con la Roc Nation del rapper e imprenditore Jay-Z, per firmare solo nel 2010 un contratto con la RCA. La pubblicazione dell'album viene annunciata nel 2012 e prevede la collaborazione di Sean Garrett, Frank Ocean e Chris Brown.
L'album, composto da diciassette tracce nella versione deluxe, vede la cantautrice nuovamente nel panorama della contemporary R&B con influenze pop e dall'adult contemporary music. Brandy in un'intervista per Billboard afferma di aver realizzato un album differente dai precedenti «esprimendo l'amore che provo ora e le situazioni che ho dovuto affrontare in passato, [...] La mia musica tende sempre ad essere la colonna sonora della mia vita e sicuramente ispirata da ciò che vedo intorno a me».
La cantante esprime nell'album il proprio percorso degli ultimi anni come «un'evoluzione di me stessa, ho vissuto alcune cose di cui non ho ancora cantato: la rottura con il mio ex fidanzato,le lotte dopo l'incidente d'auto, e poi Human che non ha funzionato affatto bene, poi all'essere imbrogliata da Dancing with the Stars; è come un fallimento dopo l'altro; [...] sto portando tutto quello che ho con questo progetto. Sinceramente mi sento e non sto cercando di commuovermi, ma sento davvero che questa è la mia ultima possibilità».

## Tracce
1. Intro – 0:57
2. Wildest Dreams – 4:25
3. So Sick – 4:31
4. Slower – 2:57
5. No Such Thing as Too Late – 4:01
6. Let Me Go – 3:17
7. Without You – 4:12
8. Put It Down (feat. Chris Brown) – 4:06
9. Hardly Breathing – 3:55
10. Do You Know What You Have? – 3:28
11. Scared of Beautiful – 3:46
12. Wish Your Love Away – 3:19
13. Paint This House – 3:59
14. Outro – 0:57

## Classifiche
| Classifica (2012)      | Posizione massima |
| ---------------------- | ----------------- |
| Regno Unito            | 87                |
| Regno Unito R&B Albums | 4                 |
| Stati Uniti            | 3                 |